# Thecla watkinsi
Thecla watkinsi är en fjärilsart som beskrevs av Percy I. Lathy 1926. Thecla watkinsi ingår i släktet Thecla och familjen juvelvingar. Inga underarter finns listade i Catalogue of Life.